# Frecce Azzurre Palermo
La Frecce Azzurre Palermo è stata una società italiana di pallacanestro femminile con sede a Palermo.
Ha militato in Serie A per due stagioni, nel 1978-1979 e nel 1979-1980. Ha disputato un totale di cinque stagioni tra Poule A e Serie A2 e sette in Serie B.

## Cronistoria
| Cronistoria delle Frecce Azzurre Palermo |
| --- |
| - 1973-1974 · 9ª in Serie B. - 1974-1975 · 2ª in Serie B, 3ª nel Girone D di Serie B1. - 1975-1976 · 2ª in Serie B, 4ª nel Girone D di Poule A. - 1976-1977 · 1ª in Serie B, 2ª nel Girone C di Poule A. - 1977-1978 · Dagnino, 1ª in Serie B, 2ª nella Poule A, promossa in Serie A. - 1978-1979 · Dagnino, 8ª nel Girone B di Serie A, 5ª in Poule Salvezza. - 1979-1980 · Corvo, 8ª nel Girone A di Serie A, 8ª in Poule Salvezza, retrocessa in Serie A2. - 1980-1981 · 5ª nel Girone B di Serie A2. - 1981-1982 · 12ª nel Girone B di Serie A2, retrocessa in Serie B. - 1982-1983 · 5ª nel Girone H di Serie B, 2ª in Poule Salvezza. - 1983-1984 · 1ª nel Girone H di Serie B, 1ª in Poule Promozione. |